# GE E60
GE E60 — серія американських шестивісних електровозів змінного струму, що випускалася компанією GE Transportation у 1972-1983 роках. Локомотиви випускалися в п'яти модифікаціях.
Е60 були успішні в перевезенні вугілля. Вони працювали на Залізниці Блек Меса та озера Пауелл (BM&LP) десятиліттями і продовжують використовуватися на кількох гірничодобувних залізницях в західній частині Сполучених Штатів. Пасажирські варіанти зазнали невдачі в їх призначенні. Проблеми з конструкцією візків призвели до сходження з рейок при швидкості понад 90 миль в годину (140 км/год), що зробило ці локомотиви непридатними для високошвидкісного обслуговування.

## Модифікації

### E60C
Залізниця Блек Меса та озера Пауелл (BM&LP) була новою залізницею, побудованою для транспортування вугілля з шахти Блек Меса поблизу Кеєнти, Аризона, до Електростанції Навахо в Пейдж, Аризона. Вона мала протяжність 125,5 км (75 миль) та була ізольована від національної залізничної мережі. BM&LP електрифікована змінною напругою 50 кВ 60 Гц. Це перша лінія, яка використовувала цю напругу, в світі. Залізниця повинна була діяти як конвеєрна стрічка, коли поїзди їхали між вугільною шахтою та електростанцією. Для експлуатації цієї конвеєрної стрічки GE Transportation Systems (GE) сконструював E60C, хоча він був придатний для загальної магістральної вантажної роботи.

### E60CP, E60CH
E60CP мав парогенератори, в той час як E60CH мав генератори HEP. Обидві моделі мали подвійні кабіни та подвійні пантографи Експлуатувалися компанією Amtrak, деякі з них згодом були перебудовані в E60MA, решта продані іншим залізницям, зокрема New Jersey Transit.

### E60C-2
GE переглянула проект на початку 1980-х для використання Державної залізницею Мексики у своєму новому проекті електрифікації. E60C-2, як і пасажирські варіанти, мав подвійні кабіни та подвійні пантографи.

### E60MA
Перебудовані з E60CP та E60CH в 1986-1988 роках, експлуатувалися на дальніх завантажених маршрутах. Експлуатувалися до 2003 року.

## Експлуатація
Первісно локомотиви випускалися для Black Mesa and Lake Powell Railroad, Amtrak та державних залізниць Мексики, згодом були перепродані іншим операторам.